# Henri Thellin
Henri Thellin est un footballeur belge né le 27 août 1931 à Duisbourg (Allemagne) et mort le 16 septembre 2006 à Saint-Barthélemy (Antilles françaises).
Ses exploits lui valent la Médaille de Bronze du Mérite Sportif qui lui est décernée le 22 mars 1965.
Il meurt des suites d'une longue maladie le 16 septembre 2006 à Saint-Barthélemy, où il avait élu domicile depuis de nombreuses années.

## Biographie

### En club
Il dispute 577 rencontres officielles (dont 410 comme titulaire) au Standard de Liège entre 1949 et 1965.
Evoluant au poste d'arrière latéral gauche, il remporte trois titres de Champion de Belgique avec les Rouches en 1958, 1961 et 1963. Il joue 411 matches de championnat.
Il dispute également avec le Standard 14 matchs en Coupe d'Europe des clubs champions. Il est quart de finaliste de cette compétition en 1959, puis demi-finaliste en 1962.

### Avec la sélection nationale
Il reçoit 16 sélections en équipe de Belgique, de 1958 à 1961, sans inscrire de but.
Il joue son premier match en équipe nationale le 2 mars 1958, en amical contre l'Allemagne de l'Ouest (défaite 0-2 à Bruxelles).
Il dispute deux rencontres rentrant dans le cadre des éliminatoires du mondial 1962, contre la Suède (défaite 2-0 à Solna) et la Suisse (défaite 2-1 à Lausanne).

## Palmarès
- Champion de Belgique en 1958, 1961 et 1963 avec le Standard de Liège
- Vice-champion de Belgique en 1962 et 1965 avec le Standard de Liège
- Vainqueur de la Coupe de Belgique en 1954 avec le Standard de Liège
- Finaliste de la Coupe de Belgique en 1965 avec le Standard de Liège